# Cay Bond

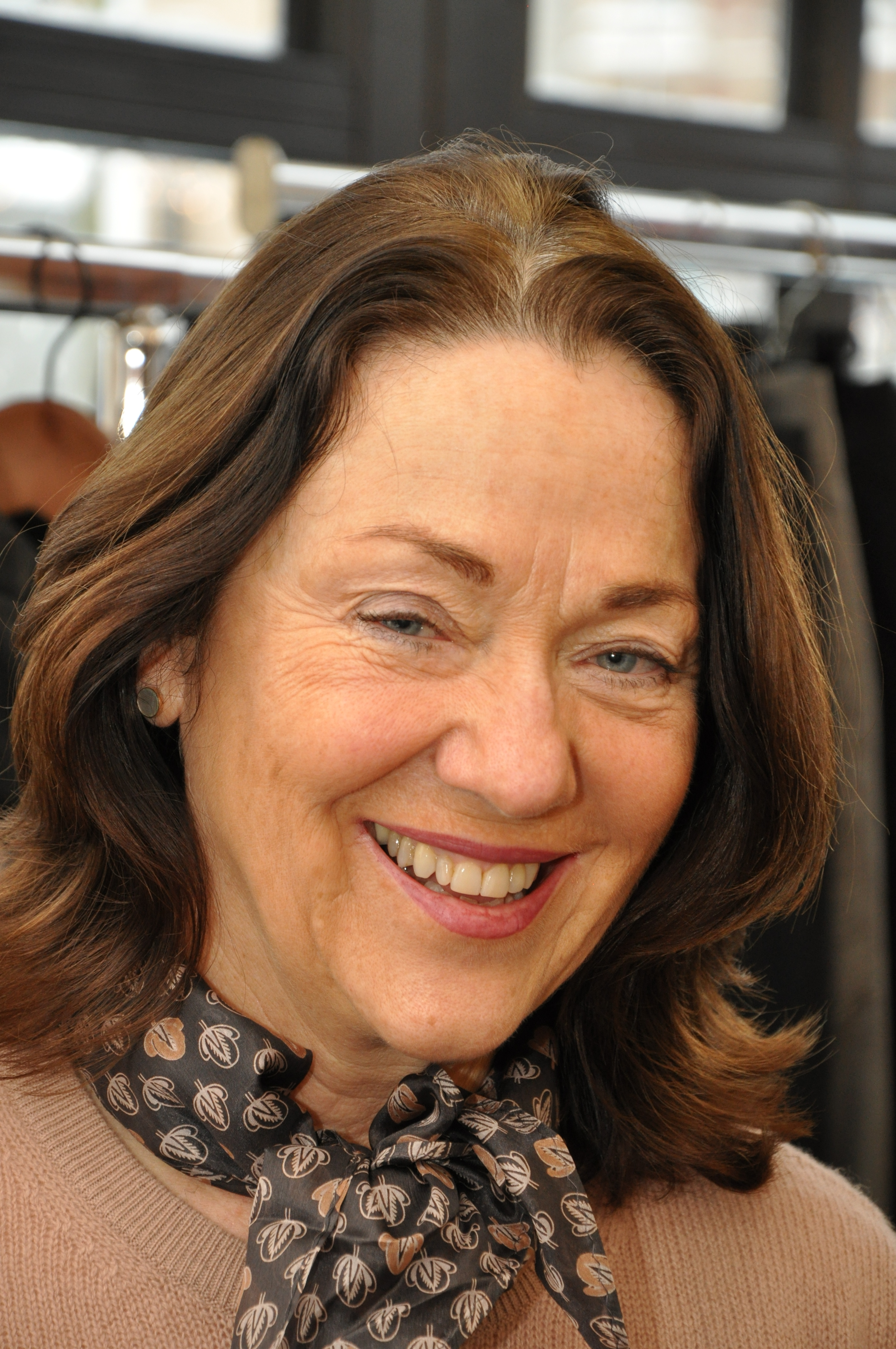
Cay Bond.

Cay Karin Ewa Maria Bond, under en period Bond Edström, född 26 januari 1943 i Gdynia i Polen, är en svensk journalist, trendanalytiker och författare med fokus på mode och design.

## Biografi
1976 började Bond arbeta som agent för Promostyl trendbyrå med att sälja trendinformation till butikskedjor, textilfabrikanter, konfektionärer och modejournalister. 1981 grundade hon tillsammans med sin dåvarande man Heinz Angermayr modemagasinet Clic, som utgavs fram till 1991 för att sedan gå upp i Elle. Hon startade programmet Modemaffian i TV 4 och har även rapporterat från de internationella modescenerna i TV4 Nyhetsmorgon.
Cay Bond har varit nyskapande med företeelsen ”trendanalys”, eller omvärldsanalys, där hon analyserar hur idéer, attityder och värderingar förändras i samhället för att främja förståelsen av vad som är möjligt att skapa för framtiden, med särskilt fokus på mode. Hon var sommarvärd 2003.
Hon var 1966–1979 gift med Runo Edström och är numera gift med Peter Luckhaus.

## Utmärkelser
- 2016 - Officer av den franska Nationalförtjänstorden, l'Ordre National du Mérite[5], med motiveringen ”Vi vill med denna utmärkelse hedra Cay Bond för hennes framstående insatser för Frankrike som inspirationskälla, besöksmål och modenation. Med sina gedigna kunskaper har hon fört fram franska modeskapare och företag, men också bidragit till värdefulla fransk-svenska kontakter.” (Jacques Lapouge, Frankrikes ambassadör i Sverige).